# Antilliaanse georganiseerde misdaad
De term Antilliaanse georganiseerde misdaad wordt gebruikt voor criminele organisaties uit de voormalige Nederlandse Antillen die ook opereren in Nederland met leden van voornamelijk Antilliaanse afkomst.
Twee grotere bendes uit Curaçao zijn No Limit Soldiers (NLS), afkomstig uit de wijk Koraal Specht en Buena Vista City (BVC) uit de wijk Buena Vista. De oorsprong van beide bendes ligt in de arme volkswijken van Willemstad en houden zich voornamelijk bezig met drugshandel, ripdeals en prostitutie. Hun omvang is niet precies bekend, maar het gaat daar en hier minimaal om enkele honderden criminelen. De bendeoorlog is een paar jaar geleden uitgebarsten na een ruzie over een gestolen partij coke en overgewaaid naar Nederland.

## Incidenten
Dit is een lijst van incidenten die gelinkt worden aan de Antilliaanse georganiseerde misdaad. In sommige gevallen gaat het om een formele verdenking.

### Nederland

#### 5 september 2010 -Zoetermeer
Omstreek 05:00 vond een schietpartij plaats bij een partycentrum aan de Van der Hagenstraat in Zoetermeer. De 22-jarige Quincy Johanna kwam hierbij om het leven. De politie hield later drie mannen aan, onder wie de NLS-leden Gino L. (alias Cora) en Jursley Cijntje (alias Pretu). Tegen Cijntje was geen bewijs, maar zijn vriend Gino L. kreeg negen jaar. Cijntje kwam zelf om het leven bij een schietpartij op 11 juli 2015 in Den Haag.

#### 30 januari 2013 -Rotterdam
Vlak voor de ingang van het metrostation Slinge, zo rond 19:45, schoot het 34-jarige BVC-lid Mervin A. (alias Machiavelli) het 21-jarige NLS-lid Gilbert H. neer met een Skorpion machinepistool. Gilbert H. raakte daarbij zwaargewond aan zijn borst en armen. Zijn metgezel en tevens NLS-lid de 25-jarige Reyno C. (alias Bomba) werd ook onder vuur genomen, maar dook op tijd weg achter een pilaar en beantwoordde het vuur met zijn Smith & Wesson-revolver, waarop Mervin A. vluchtte op een fiets naar de wijk Pendrecht. De ruzie en schietpartij waren te zien op camerabeelden.
Met de aanslag zou Mervin A. wraak hebben willen nemen op Reyno C., die hij verantwoordelijk houdt voor de gewelddadige dood van zijn broer bij een eerdere schietpartij. Na deze mislukte afrekening in het metrostation zou hij op de dodenlijst zijn geplaatst van No Limit Soldiers.
Het Openbaar Ministerie eiste vijftien jaar cel voor de dubbele poging tot moord en doodslag en verboden wapenbezit tegen Mervin A., die in Nederland en op Curaçao al eerder is veroordeeld voor drugsdelicten en een poging tot doodslag. Het OM eiste negen maanden cel tegen Reyno C. – eerder veroordeeld voor diefstal met geweld – vanwege verboden wapenbezit. De rechter meende dat C. uit zelfverdediging handelde toen hij terugschoot, en werd veroordeeld tot zes maanden celstraf. Mervin A. werd veroordeeld tot twaalf jaar celstraf, en een schadevergoeding van € 4.300 aan het zwaargewonde slachtoffer. Op 20 augustus 2013 was de uitspraak van de rechterbank een feit.

#### 11 juli 2015 -Den Haag
Om 04:30 uur werd de 31-jarige Jursley Cijntje (alias Pretu) na een woordenwisseling neergeschoten in het drukbezochte danscafé La Suegra aan de Herenstraat. Hij overleed later in het ziekenhuis. Een 34-jarige vriend raakte zwaargewond. Getuigen hadden in de buurt twee mannen zien posten.
Cijntje behoorde tot NLS en was drie maanden voor zijn dood van Curaçao verhuisd naar Nederland om bij de moeder van zijn kind te gaan wonen. Hij was actief in het criminele (drugs)circuit. Vijf jaar eerder was Cijntje zelf verdachte van de moord op Quincy Johanna in Zoetermeer. Tegen Cijntje was geen bewijs, maar zijn vriend Jerzino/Gino L. (alias Cora) kreeg negen jaar. Die is naar verluidt een prominent lid van NLS.
Schutter was volgens de politie de 34-jarige Robertico Inesia (alias Tico), maar hij was sinds de moord op Cijntje spoorloos. Later werd in Capelle aan den IJssel een vrouw opgepakt. Tijdens de zitting bleek dat de politie Inesia samen met de vrouw vlak na de schietpartij in de buurt van de Herenstraat staande hield. Omdat hij toen nog geen verdachte was, lieten de agenten hem na een fouillering gaan. Inesia zou daarna met de vrouw, met wie hij een relatie had, naar Capelle zijn gereden. Daarvandaan heeft ze hem, volgens het OM, naar het buitenland  gebracht.
Het OM dacht eerst dat de vrouw het wapen het café binnen had gesmokkeld. Ze zou het in haar onderbroek, waar ze toch niet gefouilleerd zou worden door beveiligers, verstopt hebben. De rechtbank zag onvoldoende bewijs en heeft de vrouw op alle verdenkingen vrijgesproken.
In maart 2019 werd Inesia opgepakt vanwege drugshandel door de politie in Brazilië, in een stad ten zuiden van São Paulo. Pas na zijn arrestatie kwam de Braziliaanse politie er achter dat hij op de Nationale Opsporingslijst van Nederland stond en ook door Interpol gezocht werd. De autoriteiten keken zowel in Nederland als Curaçao naar hem uit, maar dachten dat hij ook mogelijk in Colombia of in de Dominicaanse Republiek zou verblijven. In het appartement waar hij verbleef werden 83.000 xtc-pillen gevonden. Vervolgens zat hij eerst nog een gevangenisstraf uit in Brazilië wegens drugshandel.

#### 10 juli 2022 - Rotterdam
Dj en producer Siki Martina werd doodgeschoten op het parkeerdek bij metrostation Coolhaven. Martina en zijn neef wilden een vuurwapen kopen wat resulteerde in een ruzie en schietpartij.